# 호루스의 눈

우제트, 호루스의 눈

호루스의 눈(우제트, Wedjat, Wadjet, Udjat, Udjet)은 고대 이집트의 신격화된 파라오의 왕권을 보호하는 상징이다. 태양의 눈, 라의 눈 또는 달의 눈이라고도 불린다. 호루스의 눈은 건강과 총체적인 인식과 이해를 상징한다. 오른쪽 눈은 라의 눈으로 태양을 상징하고 왼쪽 눈은 토트의 눈으로 달을 상징한다. 파라오와 왕권을 지켜주는 상징 외에, 이집트 장례의식에서 미라가 착용하는 귀금속으로 사용되었으며, 근동지역에서는 뱃머리에 그려넣는 용도로 사용되었다.

## 기원
이집트 선왕조 시대에 사랑과 미의 여신인 하토르와 풍요의 여신 바스테트, 신들의 어머니 무트가 혼합되어, '우제트'라는 여신으로 불리었다. 그녀의 눈이 최초로 태양을 상징하는 상징물로 사용되었다. 그래서 이집트 초기 시대의 벽화에는 우제트의 눈이 그려진 하토르나 무트의 모습이 그려져 있다.
고왕국시대부터 태양신 라가 국가적 절대신으로 숭배받으면서, 태양을 상징하는 라의 눈으로 불리게 되었으며 또한 이시스와 호루스신화가 대중화되면서 호루스의 눈으로도 불리게 되었다. 고대 이집트 사람들은 태양신 라로부터 왕권을 세속받은 호루스가 파라오와 정권을 수호한다고 믿었기 때문에 호루스의 눈은 파라오와 왕권을 보호하는 상징이 되었다.

## 호루스 신화

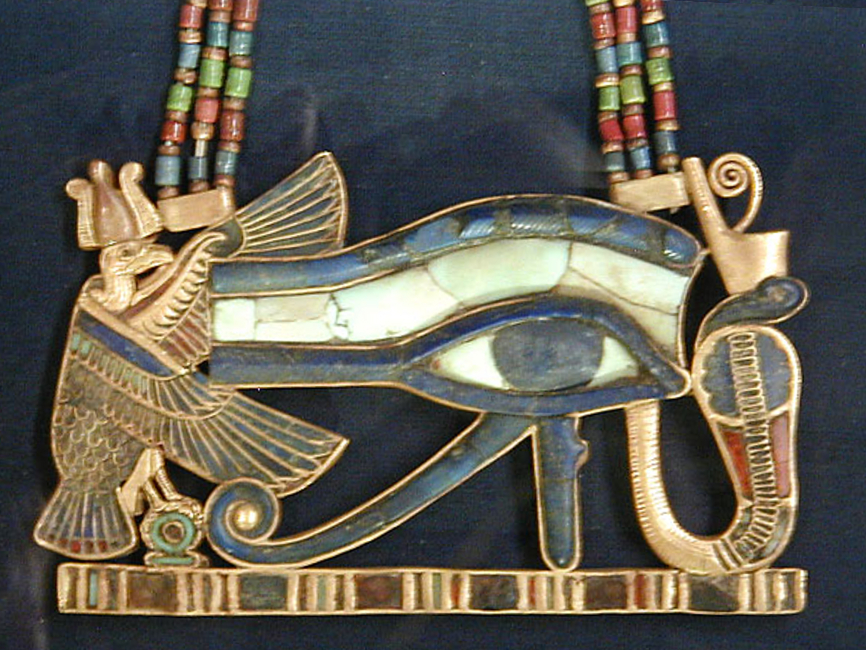
호루스의 눈 목걸이

호루스는 죽음과 부활의신 오시리스와 최고의 여성신 이시스의 아들이며 사랑과 미의 여신인 하토르의 남편이다. 오시리스가 동생 세트의 질투로 죽임을 당하자 이시스가 주술로 오시리스를 부활시키고 호루스를 잉태하였다. 이시스는 지식과 달의 신 토트의 도움을 받아 세트로부터 멀리 피해 호루스를 낳고 길렀다. 호루스는 원래 매우 허약했으나 이시스의 지혜와 주문으로 강하게 자랄 수 있었다. 언제까지나 세트로부터 피해 호루스를 기를 수 없음을 깨달은 이시스는 꾀를 부려 태양신 라의 성질과 힘을 빌려 호루스를 키웠다.
결국 성년이 된 호루스는 아버지로부터 병법을 물려받고 토트의 도움을 얻어 원수인 세트를 죽여 복수를 하고 이집트의 왕이 되었다. 그러나 세트가 죽기 전에 호루스의 왼쪽 눈을 공격하여 호루스의 눈은 산산조각이 나지만, 토트가 마법의 힘으로 왼쪽 눈을 다시 치유해주었다고 한다.
그리하여 토트의 마법으로 회복된 왼쪽 눈은 검은 빛을 띠며 치유와 달을 상징하게 되었고, 오른쪽 눈은 태양신 라의 성질로 인하여 태양을 상징하게 되었다. 또한 세트를 죽이고 이집트의 왕이 됨으로써, 호루스는 파라오와 왕권을 수호하는 상징이 되었다.

## 호루스의 눈과 분수

각 분수가 적힌 호루스의 눈

이집트 고왕국시대의 측량제도에서 이집트인들은 호루스의 눈 전체를 1로 하여 각 부분에 분수를 배치하였는데 1/2, 1/4, 1/8, 1/16, 1/32, 1/64을 모두 더하면 63/64이다. 부족한 1/64은 호루스의 눈을 치유해준 지식과 달의 신인 토트가 채워준다고 여겼다.
- 1/2은 후각을 상징한다.
- 1/4은 시각을 상징한다.
- 1/8은 생각을 상징한다.
- 1/16은 청각을 상징한다.
- 1/32은 미각을 상징한다.
- 1/64은 촉각을 상징한다.

## 같이 보기
- 이집트 신화
- 호루스
- 토트
- 매
- 하마